# C-SHOW
C-SHOW（C-ショウ）は、日本の漫画家、イラストレーター。主に、所属しているTEAS事務所のメンバーである寺田とものり原作の作品で作画担当を行っている。また、児童向けなどで小説挿絵を手掛ける。

## 作品

### 漫画
富士見書房
- WILDROSE（作・寺田とものり、月刊ドラゴンジュニア）
- たべごろSweetぱ～ら～（作・寺田とものり、月刊コミックドラゴン）
- 風水先生Dr.このは（作・寺田とものり、月刊ドラゴンエイジ）

メディアワークス
- 護くんに女神の祝福を!（作・岩田洋季、電撃マ王）

### 挿画
- エンジェルスリンガー（作・寺田とものり、ファンタジーの森）
- 魔人譚偵 夜凪砂傷那 （作・寺田とものり、朝日ノベルズ）
- ユメミサカ恋愛探偵団 （作・寺田とものり、角川つばさ文庫）
- レスト&ハーウィン 星に願いを （作・吉村夜、富士見ファンタジア文庫）

### カードイラスト
- アクエリアンエイジ（ブロッコリー）
- モンスターコレクション（富士見書房）